# Kyle Calder
Pour les articles homonymes, voir Calder.
Kyle Calder (né le 5 janvier 1979 à Mannville dans la province de l'Alberta) est un joueur professionnel canadien de hockey sur glace. Il évoluait au poste d'ailier gauche.

## Biographie

### Carrière en club
Choisi en 130e position, au 5e tour du repêchage d'entrée dans la LNH 1997 par les Blackhawks de Chicago après une carrière en LHOu, il joue dans l'Illinois durant six saisons avant d'être échangé aux Flyers de Philadelphie au début de la saison 2006-2007 contre Michal Handzuš.
Au cours de cette même saison et à la date limite des transferts, il fait partie d'un échange triangulaire entre Phialdelphie, Chicago et Détroit. Calder retourne à Chicago en échange de Lasse Kukkonen avant d'être immédiatement transféré aux Red Wings de Détroit en échange de Jason Williams. Il marque son premier but pour les Red Wings lors de sa première sortie avec la franchise du Michigan.

### Carrière internationale
Il a représenté le Canada lors des compétitions internationales.

## Statistiques en carrière

### En club
| Saison     | Équipe                   | Ligue      |     | Saison régulière | Saison régulière | Saison régulière | Saison régulière | Saison régulière |   | Séries éliminatoires | Séries éliminatoires | Séries éliminatoires | Séries éliminatoires | Séries éliminatoires |
| Saison     | Équipe                   | Ligue      | PJ  | B                | A                | Pts              | Pun              | PJ               | B | A                    | Pts                  | Pun                  |                      |                      |
| 1995-1996  | Pats de Regina           | LHOu       | 27  | 1                | 7                | 8                | 10               | 11               | 0 | 0                    | 0                    | 0                    |                      |                      |
| 1996-1997  | Pats de Regina           | LHOu       | 62  | 25               | 34               | 59               | 17               | 5                | 3 | 0                    | 3                    | 6                    |                      |                      |
| 1997-1998  | Pats de Regina           | LHOu       | 62  | 27               | 50               | 77               | 58               | 2                | 0 | 1                    | 1                    | 0                    |                      |                      |
| 1998-1999  | Pats de Regina           | LHOu       | 34  | 23               | 28               | 51               | 29               | -                | - | -                    | -                    | -                    |                      |                      |
| 1998-1999  | Blazers de Kamloops      | LHOu       | 27  | 19               | 18               | 37               | 30               | 15               | 6 | 10                   | 16                   | 6                    |                      |                      |
| 1999-2000  | Lumberjacks de Cleveland | LIH        | 74  | 14               | 22               | 36               | 43               | 9                | 2 | 2                    | 4                    | 14                   |                      |                      |
| 1999-2000  | Blackhawks de Chicago    | LNH        | 8   | 1                | 1                | 2                | 2                | -                | - | -                    | -                    | -                    |                      |                      |
| 2000-2001  | Admirals de Norfolk      | LAH        | 37  | 12               | 15               | 27               | 21               | 9                | 2 | 6                    | 8                    | 2                    |                      |                      |
| 2000-2001  | Blackhawks de Chicago    | LNH        | 43  | 5                | 10               | 15               | 14               | -                | - | -                    | -                    | -                    |                      |                      |
| 2001-2002  | Blackhawks de Chicago    | LNH        | 81  | 17               | 36               | 53               | 47               | 5                | 2 | 0                    | 2                    | 2                    |                      |                      |
| 2002-2003  | Blackhawks de Chicago    | LNH        | 82  | 15               | 27               | 42               | 40               | -                | - | -                    | -                    | -                    |                      |                      |
| 2003-2004  | Blackhawks de Chicago    | LNH        | 66  | 21               | 18               | 39               | 29               | -                | - | -                    | -                    | -                    |                      |                      |
| 2004-2005  | Södertälje SK            | Elitserien | 12  | 5                | 1                | 6                | 6                | 10               | 5 | 1                    | 6                    | 2                    |                      |                      |
| 2005-2006  | Blackhawks de Chicago    | LNH        | 79  | 26               | 33               | 59               | 52               | -                | - | -                    | -                    | -                    |                      |                      |
| 2006-2007  | Flyers de Philadelphie   | LNH        | 59  | 9                | 12               | 21               | 36               | -                | - | -                    | -                    | -                    |                      |                      |
| 2006-2007  | Red Wings de Détroit     | LNH        | 19  | 5                | 9                | 14               | 22               | 13               | 1 | 0                    | 1                    | 8                    |                      |                      |
| 2007-2008  | Kings de Los Angeles     | LNH        | 65  | 7                | 13               | 20               | 18               | -                | - | -                    | -                    | -                    |                      |                      |
| 2008-2009  | Kings de Los Angeles     | LNH        | 74  | 8                | 19               | 27               | 41               | -                | - | -                    | -                    | -                    |                      |                      |
| 2009-2010  | Condors de Bakersfield   | ECHL       | 5   | 3                | 3                | 6                | 0                | 10               | 5 | 5                    | 10                   | 4                    |                      |                      |
| 2009-2010  | Ducks d'Anaheim          | LNH        | 14  | 0                | 2                | 2                | 8                | -                | - | -                    | -                    | -                    |                      |                      |
| 2009-2010  | Marlies de Toronto       | LAH        | 40  | 14               | 16               | 30               | 18               | -                | - | -                    | -                    | -                    |                      |                      |
| 2010-2011  | Condors de Bakersfield   | ECHL       | 5   | 3                | 4                | 7                | 6                | -                | - | -                    | -                    | -                    |                      |                      |
| 2010-2011  | Barys Astana             | KHL        | 13  | 3                | 4                | 7                | 16               | 3                | 0 | 1                    | 1                    | 6                    |                      |                      |
| 2011-2012  | Condors de Bakersfield   | ECHL       | 27  | 12               | 11               | 23               | 6                | -                | - | -                    | -                    | -                    |                      |                      |
| Totaux LNH | Totaux LNH               | Totaux LNH | 590 | 114              | 180              | 294              | 309              | 18               | 2 | 1                    | 3                    | 10                   |                      |                      |

### En équipe nationale
| Année | Compétition                 |   | PJ | B | A | Pts | Pun               |  | Résultat |
| 1997  | Championnat du monde junior | 7 | 2  | 6 | 8 | 2   | Médaille d'argent |  |          |
| 2002  | Championnat du monde        | 3 | 0  | 0 | 0 | 0   | 6e place          |  |          |
| 2003  | Championnat du monde        | 9 | 1  | 1 | 2 | 0   | Médaille d'or     |  |          |
| 2006  | Championnat du monde        | 9 | 3  | 2 | 5 | 10  | 4e place          |  |          |